# Liste der österreichischen Frauenministerinnen

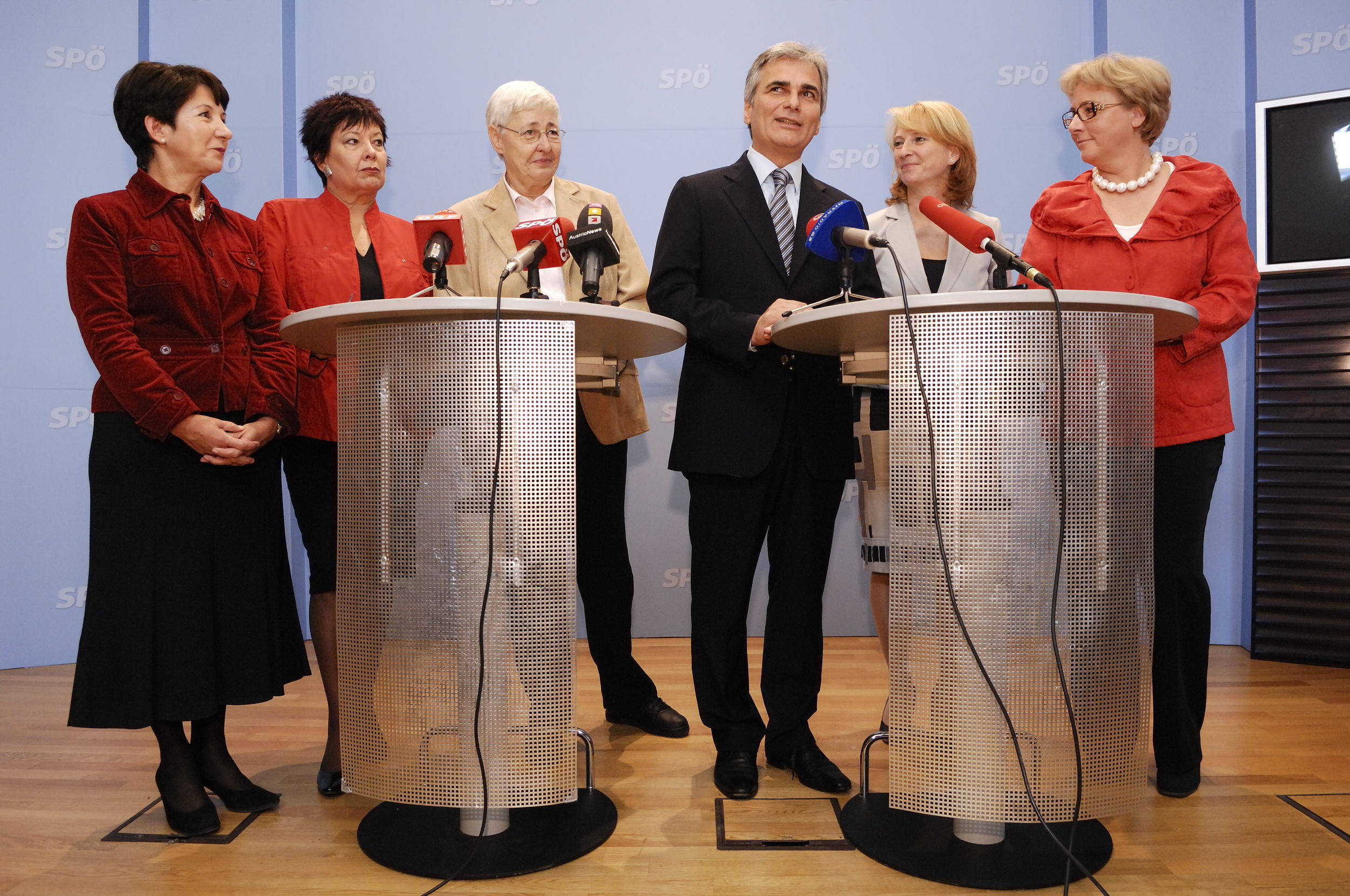
Bundeskanzler Werner Faymann im September 2008 mit den ehemaligen SPÖ-Frauenministerinnen Barbara Prammer, Helga Konrad, Johanna Dohnal, Doris Bures und der damals amtierenden Frauenministerin Heidrun Silhavy (von links nach rechts)

Die Liste der österreichischen Frauenministerinnen beinhaltet alle Frauenministerinnen der Republik Österreich sowie den damaligen Minister für Generationen, der (abgesehen von vorübergehender Bekleidung der Funktion, nach Regierungswechseln oder Tod der Vorgängerin) als einziges männliches Regierungsmitglied mit den Frauenagenden betraut war. Die erste Ministerin für Frauen war Johanna Dohnal im Jahre 1991 in der Bundesregierung Vranitzky III. Amtierende österreichische Frauenministerin ist seit 3. März 2025 Eva-Maria Holzleitner (als Bundesministerin ohne Portefeuille in der Bundesregierung Stocker). 

## Liste der Frauenministerinnen
| Porträt | Bundesministerin        | Partei | Amtszeit | Regierungen                                  |
| ------- | ----------------------- | ------ | --- | -------------------------------------------- |
|         | Johanna Dohnal          | SPÖ    | ab 17. Dezember 1990 bis 6. April 1995 Bundesministerin ohne Portefeuille: * ab 2. Jänner 1991 „Betraut mit der [sachlichen] Leitung der zum Wirkungsbereich des Bundeskanzleramtes gehörenden Koordination in Angelegenheiten der Frauenpolitik im Bundeskanzleramt“; * ab 29. Jänner 1991 erweitert um „sowie der Angelegenheiten der Gleichbehandlungskommission“. | Vranitzky III, Vranitzky IV                  |
|         | Helga Konrad            | SPÖ    | ab 26. April 1995 bis 28. Jänner 1997 (als Kanzleramtsministerin, von 6. April bis 25. April 1995 sowie 12. März 1996 bis 23. April 1996 Bundesministerin ohne Portefeuille) | Vranitzky IV                                 |
|         | Barbara Prammer         | SPÖ    | (ab 28. Jänner 1997 bis 25. Februar 1997 Bundesministerin ohne Portefeuille) ab 25. Februar 1997 bis 4. Februar 2000 (als Kanzleramtsministerin für Frauenangelegenheiten und Verbraucherschutz) | Klima                                        |
|         | Elisabeth Sickl         | FPÖ    | ab 1. April 2000 bis 24. Oktober 2000 (als Bundesministerin für Soziale Sicherheit und Generationen) | Schüssel I                                   |
|         | Herbert Haupt           | FPÖ    | ab 24. Oktober 2000 bis 30. April 2003 (als Bundesminister für Soziale Sicherheit und Generationen) | Schüssel I                                   |
|         | Maria Rauch-Kallat      | ÖVP    | ab 1. Mai 2003 bis 11. Jänner 2007 (als Bundesministerin für Gesundheit und Frauen) | Schüssel II                                  |
|         | Andrea Kdolsky          | ÖVP    | ab 11. Jänner 2007 bis 28. Februar 2007 (als Bundesministerin für Gesundheit und Frauen) | Gusenbauer                                   |
|         | Doris Bures             | SPÖ    | ab 1. März 2007 bis 1. Juli 2008 (als Kanzleramtsministerin für Frauen, Medien und öffentlichen Dienst) | Gusenbauer                                   |
|         | Heidrun Silhavy         | SPÖ    | ab 1. Juli 2008 bis 2. Dezember 2008 (als Kanzleramtsministerin für Frauen, Medien und Regionalpolitik) | Gusenbauer                                   |
|         | Werner Faymann          | SPÖ    | ab 2. Dezember 2008 bis 22. Dezember 2008 (als Bundeskanzler) | Faymann I                                    |
|         | Gabriele Heinisch-Hosek | SPÖ    | ab 22. Dezember 2008 bis 16. Dezember 2013 (als Kanzleramtsministerin für Frauen und öffentlichen Dienst) | Faymann I                                    |
|         | Josef Ostermayer        | SPÖ    | ab 16. Dezember 2013 bis 28. Februar 2014 (als Kanzleramtsminister für Verfassung und öffentlichen Dienst, auch für Frauen zuständig) | Faymann II                                   |
|         | Gabriele Heinisch-Hosek | SPÖ    | ab 1. März 2014 bis 18. Mai 2016 (als Bundesministerin für Bildung und Frauen) | Faymann II, Kern                             |
|         | Sonja Hammerschmid      | SPÖ    | ab 18. Mai 2016 bis 30. Juni 2016 (als Bundesministerin für Bildung und Frauen interimistisch bis Inkrafttreten der Änderung zum Bundesministeriengesetz auch für Frauenagenden zuständig) | Kern                                         |
|         | Sabine Oberhauser       | SPÖ    | ab 1. Juli 2016 bis 23. Februar 2017 (als Bundesministerin für Gesundheit und Frauen) | Kern                                         |
|         | Alois Stöger            | SPÖ    | ab 24. Februar 2017 bis 7. März 2017 (interimistisch mit dem Bundesministerium für Gesundheit und Frauen betraut) | Kern                                         |
|         | Pamela Rendi-Wagner     | SPÖ    | ab 8. März 2017 bis 18. Dezember 2017 (als Bundesministerin für Gesundheit und Frauen) | Kern                                         |
|         | Beate Hartinger-Klein   | FPÖ    | ab 18. Dezember 2017 bis 7. Jänner 2018 (mit der vorläufigen Leitung des Bundesministeriums für Gesundheit und Frauen betraut) | Kurz I                                       |
|         | Juliane Bogner-Strauß   | ÖVP    | ab 8. Jänner 2018 bis 3. Juni 2019 (als Kanzleramtsministerin für Frauen, Familien und Jugend) | Kurz I                                       |
|         | Brigitte Bierlein       | Unabh. | ab 3. Juni 2019 bis 5. Juni 2019 (als Bundeskanzlerin interimistisch auch für Frauen, Familien und Jugend zuständig) | Bierlein                                     |
|         | Ines Stilling           | Unabh. | ab 5. Juni 2019 bis 7. Jänner 2020 (als Kanzleramtsministerin für Frauen, Familien und Jugend; von 3. Juni bis 5. Juni 2019 als Bundesministerin ohne Portefeuille) | Bierlein                                     |
|         | Sebastian Kurz          | ÖVP    | von 7. Jänner 2020 bis 8. Jänner 2020 (als Bundeskanzler interimistisch auch für Frauen zuständig) | Kurz II                                      |
|         | Susanne Raab            | ÖVP    | ab 8. Jänner 2020 als Kanzleramtsministerin ab 29. Jänner 2020 Kanzleramtsministerin für Frauen und Integration ab 1. Februar 2021 Kanzleramtsministerin für Frauen, Familie, Jugend und Integration ab 5. Jänner 2022 Kanzleramtsministerin für Frauen, Familie, Integration und Medien bis 3. März 2025                                                             | Kurz II, Schallenberg, Nehammer Schallenberg |
|         | Christian Stocker       | ÖVP    | von 3. März 2025 bis 1. April 2025 (als Bundeskanzler interimistisch auch für Frauen zuständig) | Stocker                                      |
|         | Eva-Maria Holzleitner   | SPÖ    | ab 1. April 2025 (als Bundesministerin für Frauen, Wissenschaft und Forschung) | Stocker                                      |